# Ilgwang-eup
Ilgwang-eup (koreanska: 일광읍) är en köping i landskommunen Gijang-gun i provinsen Busan, i den sydöstra delen av Sydkorea, 300 km sydost om huvudstaden Seoul. Den var tidigare en socken med namnet Ilgwang-myeon (일광면), men fick 1 april 2022 status som köping.